# Matej Gaber
Matej Gaber (Kranj, 22 de julio de 1991) es un jugador esloveno de balonmano que juega como pívot en el HBC Nantes de la Liqui Moly StarLigue, y en la selección de balonmano de Eslovenia.
Con la selección ha ganado la medalla de bronce en el Campeonato Mundial de Balonmano Masculino de 2017.

## Palmarés

### Selección nacional
| Campeonato Mundial | Campeonato Mundial | Campeonato Mundial | Campeonato Mundial |
| Año                | Lugar              | Medalla            |                    |
| ------------------ | ------------------ | ------------------ | ------------------ |
| 2017               | Francia            | Medalla de bronce  |                    |

### Gorenje Velenje
- Liga de balonmano de Eslovenia (2): 2012, 2013

### Montpellier
- Copa de Francia de balonmano (1): 2016
- Copa de la Liga (2): 2014, 2016

### Pick Szeged
- Liga húngara de balonmano (3): 2018, 2021, 2022
- Copa de Hungría de balonmano (1): 2019

### HBC Nantes
- Trofeo de Campeones (1): 2024

## Clubes
- RD Merkur (2008-2011)
- RK Gorenje Velenje (2011-2013)
- Montpellier HB (2013-2016)
- SC Pick Szeged (2016-2024)
- HBC Nantes (2024- )